# Sermone (duca)

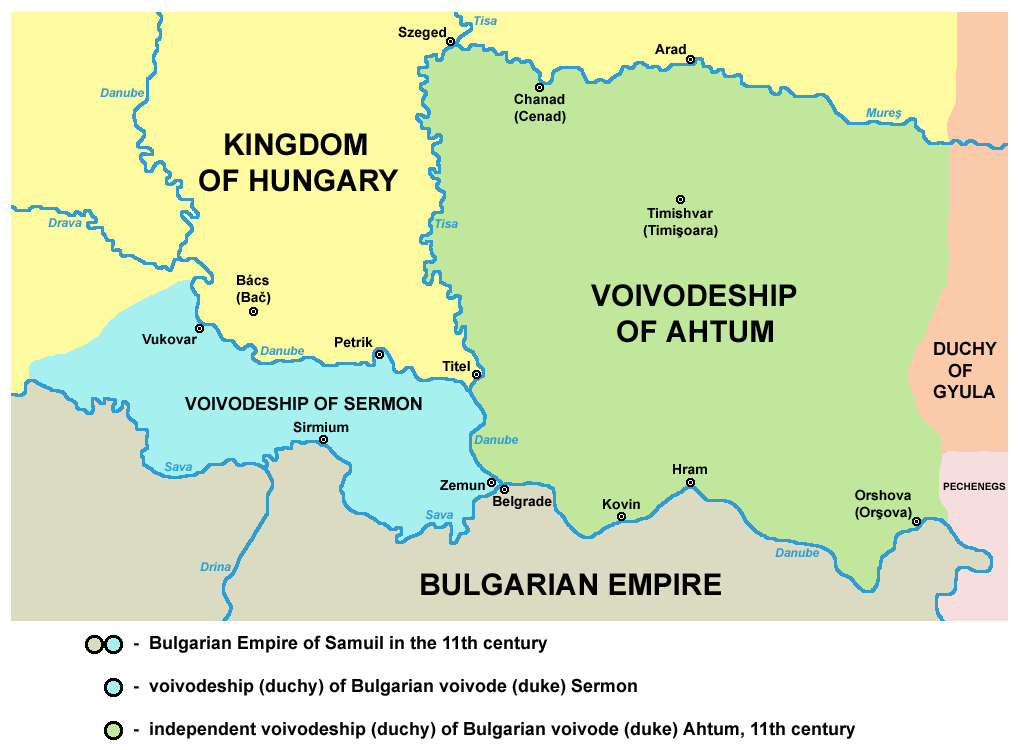
Voivodato di Sermone.

Sermone (in greco Σέρμων?, Sermon, in bulgaro Сермон?, Sermon; ... – 1018) è stato un voivoda (duca) di Sirmia dei primi anni del secolo XI, governatore locale del Primo impero bulgaro, vassallo dello zar Samuele. La sua residenza era a Sirmio (oggi Sremska Mitrovica, in Serbia). Era descritto nelle fonti bizantine come: "sovrano di Sirmia e fratello di Nestongos" (ὁ τοῦ Σιρμίου κρατῶν ἀδελφὸς τοῦ Νεστόγγου).

## Archeologia
Tre monete d'oro coniate da Sermone sono state trovate nei pressi di Novi Sad, in un vigneto di Petrovaradin, il che significa che anche questa zona era sotto il suo dominio. Queste monete d'oro sono oggi conservate nel Musée de la Ville de Paris, dove sono etichettate come "Monnaies d'or d'un chef bulgare du XI siècle, Sermon gouverneur de Sirmium" (Le monete d'oro di un sovrano bulgaro dell'XI secolo, Sermone, governatore della Sirmia). L'iscrizione sulle monete è in greco medievale e la traduzione dell'iscrizione è: "Madonna, per favore aiuta Sermone, il duca".